# 靈超
靈超（英語：Didi，2001年1月9日—），本名李英超，中國男歌手，坤音娛樂旗下藝人。

## 经历
15岁时，灵超在母亲的支持下独自前往北京追梦。2018年1月，參加愛奇藝偶像男團競演養成類真人秀《偶像練習生》，最後獲得第15名。並在於2018年8月30日，为ONER的一員正式出道。
2019年7月，灵超被上海戏剧学院表演（戏剧影视）专业录取。2021年，参加爱奇艺说唱音乐选秀节目《少年说唱企划》。

## 音樂作品

### 個人單曲
| 日期          | 歌曲名稱     | 備注                         |
| ------------- | ------------ | ---------------------------- |
| 2019年7月12日 | 黑夜閉上雙眼 |                              |
| 2020年1月9日  | 拾捌         | 生日單曲                     |
| 2020年9月7日  | Watch Me     |                              |
| 2021年1月9日  | Rebellious   | 生日专辑                     |
| 2021年5月17日 | 食神         | 《斗罗大陆手游》奥斯卡主题曲 |
| 2021年6月29日 | 靠近         |                              |

## 影視作品

### 網絡劇
| 首播年份 | 戲劇名稱     | 角色      |
| -------- | ------------ | --------- |
| 2021年   | 千古玦尘     | 迦叶      |
| 2021年   | 你微笑時很美 | 昆/李恆碩 |

### 固定節目
| 日期                 | 電視台 | 節目名稱           | 備註                                |
| 2018年1月19日-4月6日 | 愛奇藝 | 偶像練習生         | 總決賽成績第15名，節目最高名次第9名 |
| 2021年11月26日-      | 百視TV | 最好的舞台秋日限定 |                                     |

## 偶像練習生參賽表現
| 日期          | 集數     | 節目內容 |
| 2018年1月19日 | 第一集   | 與坤音娛樂BC221成員一起出場，初始自我評價為等級D，並選擇19號座位                                              |
| 2018年1月26日 | 第二集   | 與坤音娛樂BC221成員初登場表演，表演曲目《解藥》，獲得等級C                                                    |
| 2018年2月2日  | 第三集   | 主題曲《EIEI》考核，再評定成績下降至等級D                                                                     |
| 2018年2月9日  | 第四集   | 組合對抗考核，表演《Can't Stop》，在B組擔任VOCAL，在表演現場獲得34票                                          |
| 2018年2月16日 | 第五集   | 第一輪排名儀式，以1,540,972票獲得第16名，並在練習生顏值票選中獲得第2名                                        |
| 2018年2月23日 | 第六集   | 位置評價考核，選擇VOCAL位置並選唱《小半》歌曲                                                                 |
| 2018年3月2日  | 第七集   | 位置評價考核，與凍壞你們隊伍組員一起演唱《小半》，在表演現場獲得248票                                         |
| 2018年3月9日  | 第八集   | 第二輪排名儀式，以9,499,151票獲得第9名                                                                        |
| 2018年3月16日 | 第九集   | 主題考核，與十二分之七隊伍組員一起表演《Firewalking》，在表演現場獲得22票                                     |
| 2018年3月23日 | 第十集   | 第三輪排名儀式，以1,685,787票獲得第13名 ，並在節目的遊戲環節中與卜凡一起擔任主持人                            |
| 2018年3月30日 | 第十一集 | 導師合作賽，與偶像KTV隊伍組員和李榮浩合作，一起表演《戒菸》                                                   |
| 2018年4月6日  | 第十二集 | 總冠軍賽，表演《It's Okay》，擔任第一副主唱，並與20強最後一起演唱《Forever》，節目最終以2,680,723票獲得第15名 |

## 外部連結
- 靈超DIDI （页面存档备份，存于）的新浪微博